# 康忠
康 忠（カン・チュン、朝鮮語: 강충、生没年不詳）は、高麗の初代王王建の6代祖先。

## 概略
高麗の初代王王建の先祖である康虎景が、平那山に狩りに行くと山神と出会い、山神が「結婚して、2人で神権政治を治めましょう」と持ち掛ける。康虎景は、もともと妻がいて、妻のことが忘れられず夢の中で訪ねて、妻が身ごもった。そこで生まれたのが康忠である。ある日、新羅の風水師・八元（パルウォン）が康忠のもとを訪ねて、「松嶽山に松を植え、岩肌が見えないようにすれば、三韓を統一する人物が生まれるだろう」と予言して、松を植えたところ、岩を覆い松嶽となり、後世王建が生まれた。 

## 人物
中国陝西省京兆郡出身の康叔の次男の67代子孫の康虎景の息子が康忠であり、康忠は、伊帝建と康宝育を授かる。康宝育は姪の徳周を娶り娘の康辰義をもうけ、その康辰義と中国人とのあいだに生まれたのが王帝建である。王帝建の父の中国人は唐の皇族で、『編年通録』と『高麗史節要』では粛宗、『編年綱目』では宣宗である。父の中国人が新羅に来た時に、康宝育の娘の康辰義との間に王帝建は生まれた。王帝建は、父を探しに唐に行くため黄海を渡河していた途上、西海龍王の娘の龍女（後の元昌王后）と出会い、王帝建は、西海龍王の娘の龍女（後の元昌王后）の駙馬となる。『聖源録』によると、西海龍王の娘の龍女（後の元昌王后）というのは、中国平州出身の頭恩坫角干の娘のことである。そして王帝建と西海龍王の娘の龍女（後の元昌王后）との間に息子の王隆が生まれる。その王隆の息子が高麗の初代王王建である。

## 備考
前述したように唐人の家系の出身であるが、王建の活躍を描いた韓流ドラマ『太祖王建』には、「先祖は彼（張保皐）とともに唐から新羅に渡ってきた」と王建に語るシーンがある。

## 家族
- 父：康虎景
- 子：伊帝建・康宝育
- 孫：康辰義